# Prissac
Prissac település Franciaországban, Indre megyében. Lakosainak száma 577 fő (2022. január 1.). Prissac Chalais, Dunet, Lignac, Luzeret, Oulches és Sacierges-Saint-Martin községekkel határos.

## Népesség
A település népességének változása:
| Lakosok száma | 966  | 853  | 771  | 699  | 664  | 657  | 613  | 586  | 582  | 577  |
|               | 1968 | 1982 | 1990 | 2006 | 2013 | 2015 | 2017 | 2019 | 2020 | 2022 |